# Humphry Repton
Humphry Repton (ofte fejlagtigt Humphrey) (21. april 1752 i Bury St. Edmunds - 24. marts 1818 i Aylsham) var den sidste store engelske landskabsarkitekt i 1700-tallet. Han anses som efterfølger til Capability Brown, som døde 1783. Omkring 1800 udformede Repton Russell Square og Bloomsbury Square Gardens i London.
Repton fremstillede nogle 'Red Books' (røde bøger, efter omslaget) med billeder "før" og "efter", så kunderne lettere kunne danne sig et indtryk. Her adskilte han sig fra Capability Brown, der næsten kun arbejdede med planer.